# Voleibol nos Jogos Mundiais Militares
O voleibol é um dos esportes obrigatórios no programa esportivo dos Jogos Mundiais Militares, presente desde a primeira edição do evento, realizada em Roma, em 1995. Os Jogos foram criados para comemorar o quinquagésimo aniversário do fim da Segunda Guerra Mundial, com a intenção de promover a "amizade através do esporte". Embora esse seja o torneio de maior prestígio do CISM, a organização também é responsável por gerenciar o Campeonato Mundial Militar. Os eventos de vôlei são organizados de acordo com as regras mais recentes da FIVB.